# Labor Pains (Сімпсони)
«Labor Pains» (укр. «Перейми») — п'ята серія двадцять п'ятого сезону мультсеріалу «Сімпсони», прем'єра якої відбулась 17 листопада 2013 року у США на телеканалі «Fox».

## Сюжет
Перш ніж вирушити на роботу, Гомер заздалегідь попереджує Мардж, що затримається на станції і прийде додому пізно. Однак це лише відмовка, бо Гомер бере участь у вечорі гри в покер у квартирі Карла.
Після гри, на виході, до Гомера в ліфт забігає Гретхен, вагітна жінка, яка ото-от має народити. Коли ліфт ламається і світло вимикається, при свічці Гомер змушений допомогти Гретхен народити. Він приймає пологи і, зрештою, народжується хлопчик. Гретхен дякує Гомеру за те, що він поділився з нею цим моментом і був турботливим. Коли Гомер, збентежений з радості, приїжджає додому пізно вночі він каже Мардж, що матері — класні, за що Мардж його цінує і обнімає.
Наступного дня Ліса та Мілгаус відвідують гру американського футболу між «Спрінґфілдськими Атомами» та «Шелбівілльськими Акулами». Під час тайм-ауту Лісу обирає команда чирлідирок, щоб приєднатись до їх виступу, хоча дівчинка того і не бажає. Після закінчення гри Ліса підходить до вболівальників і дізнається, як мало їм платить їхній бос, Багатий Техасець. Вона прагне виправити їхнє становище.
Після чергової покерної ночі у Карла Гомер знову натикається на Гретхен. Гомер дізнається, що малюка назвали на його честь — Гомером молодшим. Наступної ночі Гомер заходить до квартири Гретхен, щоб віддати пелюшки, які переросла Меґґі, та інші дитячі товари. Гомер вирішує допомогти Гретхен, яка цілими днями доглядала Гомера молодшого, поняньчити малого.
Протягом наступних кількох днів Гомер починає емоційно прив'язуватися. Під час покупок у «Міняйлі Джеку» для Гомера молодшого, Гомер натрапляє на Мардж, яка робить те саме на Меґґі. Вирішивши нічого не казати їй, Гомер бреше, що купує також для Меґґі. Мардж здається це підозрілим…
Тим часом Ліса повертається на стадіон і висловлює занепокоєння щодо експлуатації чирлідирок їхнім босом: через те, що вони не отримують грошей за всі продані товари з ними, а їхні тренування транслюються онлайн прихованими камерами (які знімають з усіх ракурсів). Зрештою Лісі вдається згуртувати чирлідирок у профспілку, але їхній бос відмовляється поступатися і звільняє вболівальниць. Ліса вирішує взяти команду додому в будинок на дереві Барта, щоб розробити банери і кричалки для протестів.
Незабаром у дворі Сімпсонів з'являються чоловіки зі всього міста, які намагаються залицятись до дівчат. Мардж помічає, що Гомер відсутній у натовпі, на що Барт зазначає, що він знову «на роботі». Мардж підозрює, що він знову у Карла, і вирушає на його пошуки.
Мардж приходить до квартири Карла, але Гомера немає. Випадково вона чує двозначні висловлювання Гомера із сусідньої квартири, тож вривається туди. Там вона бачить, як Гомер грається з Гомером молодшим. Гомер і Гретхен пояснюють ситуацію Мардж, як, хоча спочатку і не впевнена, але все ж дозволяє Гомеру навідувати Гомера молодшого та допомагати Гретхен.
План Ліси втілюється в життя, коли вболівальники починають пікетувати та протестувати біля стадіону через відсутність групи підтримки. Врешті решт, Багатий Техасець відвідує будинок Сімпсонів, визнає поразку і погоджується підняти зарплату чирлідиркам.
Тим часом Мардж починає шкодувати про своє рішення, коли Гомер починає включати Гомера молодшого у діяльність їхньої сім'ї. Всупереч її бажанням, Гомер виводить всіх «своїх» дітей на прогулянку у зоопарк. Меґґі одразу ж не ладнає з Гомером молодшим. Поки Гомер відволікається, Гомер молодший вискакує зі своєї коляски, яку він ділив з Меґґі, і штовхає її з пагорба. На щастя, Меґґі вдається заклинити колесо коляски. З'являється Мардж і забороняє Гомеру бачитись з Гомером молодшим.
Гомер відводить Гомера молодшого додому, до Гретхен. Коли Гомер віддає дитину, Гретхен повідомляє, що батько Гомера-молодшого, Чейз, повернувся додому з військової служби. Гомер востаннє прощається і їде додому. На його подив, Гомера зустрічає Меґі, і вони удвох любляче обіймаються.
У фінальній сцені Гомер молодший дивує свого батька вмінням, яке він дізнався від Гомера, — відкрити і налити пиво.
У сцені під час титрів показано мерчендайз чирлідирок, через що Гомер обурюється, що ніхто не сказав йому про це, коли він займався Гомером молодшим.

## Виробництво
Серія вийшла в етер 17 листопада 2013 року, на годину пізніше звичайного слоту, о 21:00.
У вирізаній сцені Гомер та Гомер молодший стрибають банджі у кімнаті, однак згодом Гомер врізався у стелю. Сцена була включена у рекламне відео, але не включена у серію.

## Цікаві факти і культурні відсилання
- Гомер грає у справжню мобільну гру «The Simpsons: Tapped Out», увімкнувши яку з кредитки Гомера було знято 300 доларів.

## Ставлення критиків і глядачів
Під час прем'єри серію переглянули 4,08 млн осіб з рейтингом 1.8, що зробило її найменш популярним шоу на каналі «Fox» тієї ночі.
Денніс Перкінс з «The A.V. Club» дав серії оцінку C сказавши:
|  | Наприкінці серії немає сюжетної розв'язки, якщо не враховувати той факт, що Меґґі пробачила Гомера за те, що той не звертав на неї уваги. Це дещо милий емоційний виграш, до якої вдається хороший епізод «Сімпсонів» після побудови історії на міцній основі персонажів. Сподіваюся, що на наступному тижні буде краще. |

Підсюжет, в якому Ліса намагалася об'єднати чирлідирок місцевої футбольної команди у профспілку, описано як «непомітна, як це буває», розкритикувавши за сексизм з боку чоловіків-вболівальників і «повторювані» жарти самих чирлідирок.
Водночас Тереза Лопес з «TV Fanatic» дала серії три з половиною з п'яти зірок, описавши серію як «милу» зі «щирим сміхом», але вона була розчарована доданням історії Ліси, що «просто не міг сильно привернути її увагу».
Згідно з голосуванням на сайті The NoHomers Club більшість фанатів оцінили серію на 4/5 із середньою оцінкою 3,38/5.